# Saint-Jean Communauté
Saint-Jean Communauté est une ancienne communauté de communes française, située dans le département du Morbihan, en région Bretagne.

## Histoire
Succédant au SIVOM du canton de Saint-Jean-Brévelay créé par arrêté préfectoral le 9 août 1973, la communauté de communes de Saint-Jean-Brévelay, plus communément appelée Saint-Jean Communauté, a été fondée le 20 décembre 2005 et regroupe les sept communes du canton de Saint-Jean-Brévelay.
Commune isolée, Moréac devient le 1er janvier 2014 la huitième commune membre de la communauté.
Elle disparaît le 31 décembre 2016, lors de la fusion avec Baud Communauté et Locminé communauté pour former Centre Morbihan Communauté.

## Territoire communautaire

### Géographie
Située au centre du département du Morbihan, l'intercommunalité correspondait au canton de Saint-Jean-Brévelay. Une seule commune, Moréac, appartenait au canton de Locminé.

### Composition
La communauté regroupait huit communes : 
| Nom                         | Code Insee | Gentilé       | Superficie (km2) | Population (dernière pop. légale) | Densité (hab./km2) |
| --------------------------- | ---------- | ------------- | ---------------- | --------------------------------- | ------------------ |
| Saint-Jean-Brévelay (siège) | 56222      | Brevelais     | 41,83            | 2 767 (2014)                      | 66                 |
| Bignan                      | 56017      | Bignanais     | 45,84            | 2 784 (2014)                      | 61                 |
| Billio                      | 56019      | Billotins     | 12,03            | 368 (2014)                        | 31                 |
| Buléon                      | 56027      | Buléonais     | 12,27            | 509 (2014)                        | 41                 |
| Guéhenno                    | 56071      | Guéhennotais  | 23,33            | 807 (2014)                        | 35                 |
| Moréac                      | 56140      | Moréacois     | 60,30            | 3 802 (2014)                      | 63                 |
| Plumelec                    | 56172      | Méléciens     | 58,36            | 2 693 (2014)                      | 46                 |
| Saint-Allouestre            | 56204      | Allouestriens | 16,48            | 618 (2014)                        | 38                 |

## Administration

### Siège
Le siège de la communauté de communes était à Saint-Jean-Brévelay, 27 rue de Rennes.

### Conseil communautaire
Les 31 conseillers titulaires étaient répartis selon le droit commun comme suit :
| Nombre de conseillers | Communes                                   |
| --------------------- | ------------------------------------------ |
| 8                     | Moréac                                     |
| 5                     | Bignan, Plumelec, Saint-Jean-Brévelay      |
| 2                     | Billio, Buléon, Guéhenno, Saint-Allouestre |

### Élus
La communauté de communes était administrée par un conseil communautaire constitué en 2014 de 31 conseillers communautaires.
À la suite des élections municipales de 2014 dans le Morbihan, le conseil communautaire du 17 avril 2014 avait élu son président, Raymond Le Brazidec, premier adjoint au maire de Saint-Jean-Brévelay, ainsi que ses 7 vice-présidents. À la dissolution de l'intercommunalité, la liste des vice-présidents était la suivante :
|     | Attributions                       | Identité         | Qualité                          |
| --- | ---------------------------------- | ---------------- | -------------------------------- |
| 1er | Économie                           | Pascal Roselier  | Maire de Moréac                  |
| 2e  | Finances et moyens généraux        | Gérard Le Roy    | Maire de Saint-Allouestre        |
| 3e  | Environnement                      | François Binoist | Maire de Billio                  |
| 4e  | Transports scolaires               | Louis Morio      | Maire de Bignan                  |
| 5e  | Enfance et lien social             | Pierre Bouédo    | Maire de Buléon                  |
| 6e  | Habitat et urbanisme               | Stéphane Hamon   | Maire de Plumelec                |
| 7e  | Communication, tourisme et culture | François Daniel  | 1er adjoint au maire de Guéhenno |

Guénaël Robin, maire de Saint-Jean-Brévelay et Jean-Claude Diabat, maire de Guéhenno, étaient par ailleurs membres du bureau communautaire.

### Liste des présidents
| Période                                    | Période          | Identité            | Étiquette | Qualité |
| ------------------------------------------ | ---------------- | ------------------- | --------- | --- |
| Syndicat intercommunal à vocation multiple |                  |                     |           | |
| 1973                                       | 18 avril 2001    | Henri Le Breton     | UDF-CDS   | Maire de Buléon (1953 → 2008) Conseiller général de Saint-Jean-Brévelay (1961 → 1998) Sénateur du Morbihan (1981 → 2001) |
| 18 avril 2001                              | 28 décembre 2005 | Joseph-André Picaud |           | Maire de Saint-Allouestre (1992 → 2014)                                                                                  |
| Communauté de communes                     |                  |                     |           | |
| 28 décembre 2005                           | 4 avril 2008     | Joseph-André Picaud |           | Maire de Saint-Allouestre (1992 → 2014)                                                                                  |
| 4 avril 2008                               | 17 avril 2014    | Léon Guyot          | DVD       | Maire de Plumelec (1992 → 2014)                                                                                          |
| 17 avril 2014                              | 31 décembre 2016 | Raymond Le Brazidec | DVG       | 1er adjoint au maire de Saint-Jean-Brévelay (2008 → 2018) Conseiller régional de Bretagne (2015 → 2021)                  |